# Larry Charles

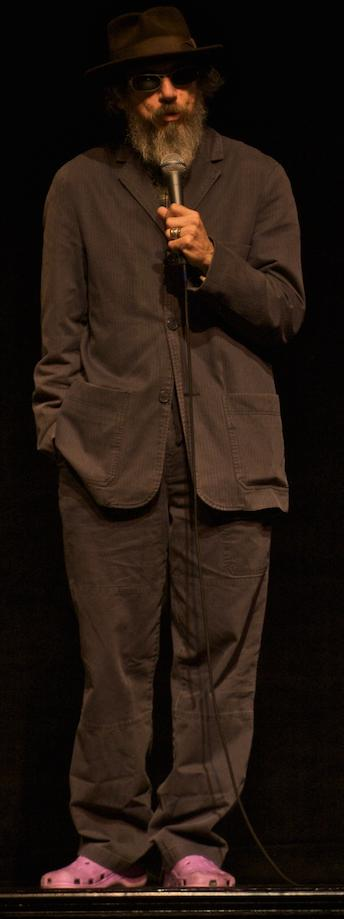
Larry Charles

Larry Charles (20 februari 1956) is een Amerikaans auteur en filmregisseur. Hij is vooral bekend voor zijn vernieuwende, donkere en soms gewaagde Seinfeld-scripts. Hij regisseerde later de serie Curb Your Enthusiasm.
Tot 1994 werkte Larry Charles mee aan Seinfeld, en hij heeft de meest succesvolle episodes op zijn naam staan. In 2006 kwam zijn nieuwe film Borat in de bioscopen, die hij samen met Sacha Baron Cohen maakte. In 2008 regisseerde hij Religulous, een satirische documentaire van Bill Maher over religie.
Zijn laatste werk betreft The Dictator (2012) met daarin wederom Sacha Baron Cohen in de hoofdrol.
- Bibsys: 1032764
- Bibliothèque nationale de France: cb150834110 (data)
- CiNii: DA17538419
- Gemeinsame Normdatei: 137634757
- International Standard Name Identifier: 0000 0001 1596 1793
- Library of Congress Control Number: no2006001071
- Nationale Bibliotheek van Tsjechië: jx20050415017
- Nationale Bibliotheek van Israël: 987007452335505171
- Nederlandse Thesaurus van Auteursnamen: 299190919
- Système universitaire de documentation: 137523203
- Virtual International Authority File: 12051292
- WorldCat: E39PBJvhkrxtGbKckPYDHhvvHC